# ロドリゴ宮本
ロドリゴ・ミヤモト・ワタナベ（ロドリゴ宮本、Rodrigo Miyamoto Watanabe, 1981年2月16日 - ）は、元プロ野球選手（投手、外野手）。

## 経歴
ブラジル・サンパウロ出身の日系ブラジル人。
2000年にヤクルトに入団。登録名はリーゴ、背番号は50。入団時には荒削りながら150キロの剛速球を持つ投手として期待されたが、肩を壊して2002年に野手に転向。同時に背番号を68に改めた。野手1年目としては上々の結果を残したが、その年のオフに退団した。
社会人野球のミキハウスへ移籍し、オリンピック予選にも出場。2006年、ヤマハへ移籍すると同時に投手へ復帰した。

## 詳細情報

### 年度別打撃成績
- 一軍公式戦出場なし

### 背番号
- 50 （2000年 - 2001年）
- 68 （2002年）

### 登録名
- リーゴ （2000年 - 2002年）